# Турон (Гранада)
Турон (ісп. Turón) — муніципалітет в Іспанії, у складі автономної спільноти Андалусія, у провінції Гранада. Населення — 297 осіб (2010).
Муніципалітет розташований на відстані близько 400 км на південь від Мадрида, 60 км на південний схід від Гранади.
На території муніципалітету розташовані такі населені пункти: (дані про населення за 2010 рік)
- Лос-Касімірос: 14 осіб
- Лос-Морас: 19 осіб
- Ла-Норія: 35 осіб
- Турон: 229 осіб

## Демографія
Динаміка населення (INE ):

## Галерея зображень

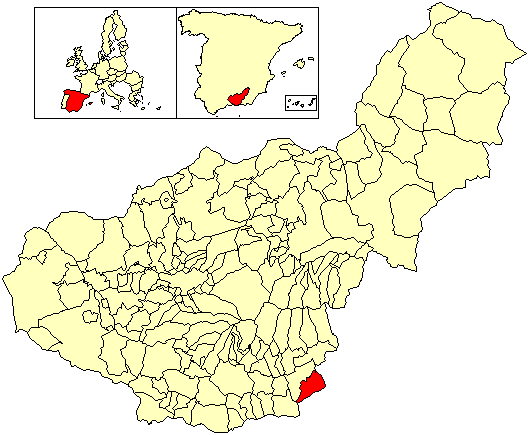
Розташування муніципалітету Турон